# 헤리자우
헤리자우(독일어: Herisau)는 스위스 아펜첼아우서로덴주에 위치한 도시로, 면적은 25.2km2, 높이는 771m, 인구는 15,236명(2010년 기준), 인구 밀도는 605명/km2이다. 아펜첼아우서로덴 주의 주도이지만 주 정부와 주 의회 소재지로 남아 있으며 주 재판소는 트로겐에 있다. 중앙 광장 주변에 있는 마을과 주택들, 1580년에 건설된 개신교 성당, 스위스 국가 중요문화재로 등록된 1737년에 건설된 베터(Wetter)와 취르 로제(zur Rose)의 주택, 주립 기록보관소(Schwänberg)와 지방 정부 청사가 있다.

## 역사
헤리자우는 837년에 Herinisauva로 처음 언급되었고, 그 교회는 907년에 언급되었다. 1084년에 헤리자우는 장크트갈렌에 있는 수도원 주변 전투의 일부로 파괴되었다. 1248년과 1249년에 이 도시는 다시 한번 파괴되었고, 이번에는 충성심을 확립하기 위해 수도원에 의해 파괴되었다. 1401년에 헤리사우는 아펜첼 전쟁의 일환으로 아펜첼의 다른 지역과 동맹을 맺었다.
1517년과 1518년 사이에 헤리자우는 수도원에서 무상으로 매입했다. 시청은 1601년에 지어졌다. 1606년에 마을은 화재로 크게 소실되었다. 1648년 슈벨브룬은 분리되어 독립 마을이 되었다. 1798년과 1803년 사이에 헤리자우는 센티스주의 주도였다.

## 지리
헤리자우의 면적은 2006년 기준으로 25.2k㎡이다. 이 면적 중 56.8%가 농업용으로 사용되고, 27.1%가 산림이다. 나머지 토지 중 15.5%는 정착지(건물 또는 도로)이고, 나머지(0.6%)는 불모지(강, 빙하 또는 산)이다.
지자체는 힌터란트의 이전 구에 있었다. 이 지역을 통과하는 두 개의 주요 경로인 장크트갈렌 – 토겐부르크 도로와 고사우 – 아펜첼 도로의 교차점에 있다. 절반 주의 주도인 것 외에도 전체 절반 주의 인구의 약 3분의 1이 헤리자우에 살고 있다. 헤리자우 마을과 흩어져 있는 작은 마을, 침실 커뮤니티 및 산업 구역으로 구성된다. 1648년 이전에는 현재 시정촌의 일부인 면적의 약 두 배를 통제했다. 1648년까지 쉬벨브룬(Schwellbrunn)은 지자체의 일부였으며, 1720년까지 발트슈타트는 헤리자우의 일부였다.

## 인구통계
헤리자우의 인구(2008년 기준)는 15,527명이며, 이 중 약 17.9%가 외국인이다. 지난 10년 동안 인구는 -5.2%의 비율로 감소했다. 2000년 기준, 인구 대부분인 87%가 독일어를 사용하며, 세르비아-크로아티아어가 두 번째로 많이 사용(3.8%)하고, 이탈리아어가 세 번째(3.4%)이다.
2000년 기준으로 인구의 성별 분포는 남성 49.6%, 여성 50.4%였다. 2000년 현재 헤리자우 의 연령 분포는 다음과 같다. 인구의 7.5%인 1,194명이 0-6세이다. 1,775명(11.2%)은 6-15세, 835명(5.3%)은 16-19세이다. 성인 인구 중 945명이 20~24세 인구의 6.0%이다. 4,760명(30.0%)은 25~44세, 3,831명(24.1%)은 45~64세이다. 고령인구 분포는 1,702명으로 전체 인구의 10.7%가 65~79세, 840명(5.3%)이 80세 이상이다.
2007년 연방 선거에서 FDP는 76.7%의 득표율을 얻었다.
전체 스위스 인구는 일반적으로 교육 수준이 높다. 헤리자우에서는 인구의 약 66.2%(25-64세 사이)가 비필수 고등교육 또는 추가 고등교육(대학 또는 응용학문대학)을 완료했다.

### 과거인구
역사적 인구는 다음 표에 나와 있다.
| 년도 | 인구   | 스위스인 | % 독일어 | % 개신교 | % 로마 가톨릭 |
| ---- | ------ | -------- | -------- | -------- | ------------- |
| 1667 | 3,021  |          |          |          |               |
| 1734 | 4,816  |          |          |          |               |
| 1780 | 5,933  |          |          |          |               |
| 1813 | 6,863  |          |          |          |               |
| 1830 | 7,014  |          |          |          |               |
| 1850 | 8,387  | 8,189    |          | 97.1%    | 2.9%          |
| 1870 | 9,705  | 9,481    |          | 92.9%    | 6.2%          |
| 1888 | 12,937 | 12,082   | 98.9%    | 87.7%    | 12.0%         |
| 1900 | 13,497 | 12,426   | 98.1%    | 84.9%    | 14.7%         |
| 1910 | 15,336 | 13,550   | 95.0%    | 81.4%    | 18.0%         |
| 1930 | 13,599 | 12,784   | 98.4%    | 82.8%    | 16.6%         |
| 1950 | 13,407 | 12,819   | 97.6%    | 80.6%    | 18.6%         |
| 1970 | 14,597 | 12,128   | 86.0%    | 66.3%    | 31.3%         |
| 1990 | 15,624 | 12,731   | 84.6%    | 55.3%    | 34.1%         |
| 2000 | 15,882 | 12,535   | 87.0%    | 48.3%    | 32.1%         |

## 기후
헤리자우의 연간 강우량은 평균 154일이며 평균 강수량은 1,413mm이다. 가장 습한 달은 7월로 헤리사우의 평균 강수량은 167mm이다. 이 달의 평균 강수량은 13.9일이다. 강수량이 가장 많은 달은 5월로 평균 15.3일이지만, 강수량은 142mm에 불과하다. 일년 중 가장 건조한 달은 2월로 13.9일 동안 평균 강수량이 82mm이다.

## 경제
헤리자는 동부 스위스의 중앙에 위치하고 있다. 1537년에 이미 무역과 상업의 중요한 중심지로 자리 잡았다.
헤리자우의 실업률은 2.01%이다. 2005년 기준으로 1차 경제 부문 에 340명이 고용되어 있고, 이 부문에 약 115개 기업이 참여하고 있다. 2,959명의 사람들이 2차 부문 에 고용되어 있고, 이 부문에 189개의 기업이 있다. 4,505명의 사람들이 3차 부문에 고용되어 있으며, 이 부문에는 651개의 기업이 있다.

## 교통
헤리자우에는 헤리자우, 샤헨 (헤리자우)역 및 빌렌역 세 가지 기차역이 있다.

## 스포츠
SC 헤리자우는 아이스하키 스위스 1. 리가에서 뛰고 있다.